# Švédsko na Zimních olympijských hrách 1924
Švédsko na Zimních olympijských hrách 1924 v Chamonix reprezentovalo 31 mužů. Nejmladším účastníkem byl Helge Johansson (19 let, 142 dní), nejstarším pak Carl August Kronlund (58 let, 155 dní). Reprezentanti vybojovali 2 medaile, z toho 1 zlatou a 1 stříbrnou.

## Medailisté
| Medaile | Jméno | Sport         | Disciplína       |
| ------- | --- | ------------- | ---------------- |
| Zlato   | Gillis Grafström | Krasobruslení | muži jednotlivci |
| Stříbro | Carl Wilhelm Petersén Carl August Kronlund Johan Petter Åhlén Ture Ödlund Carl Axel Pettersson Erik Severin Karl Wahlberg Victor Wetterström | Curling       | Družstvo mužů    |